# Coubron

Położenie Coubron w ramach aglomeracji paryskiej

Coubron – miejscowość i gmina we Francji, w regionie Île-de-France, w departamencie Sekwana-Saint-Denis.
Według danych na rok 1990 gminę zamieszkiwały 4784 osoby, a gęstość zaludnienia wynosiła 1156 osób/km² (wśród 1287 gmin regionu Île-de-France Coubron plasuje się na 335. miejscu pod względem liczby ludności, natomiast pod względem powierzchni na miejscu 743.).